# Ballad om en soldat
Ballad om en soldat (ryska: Баллада о солдате, Ballada o soldate) är en sovjetisk film från 1959 av regissören Grigorij Tjuchraj.
Filmen utspelar sig under andra världskriget, där 19-årige Röda armésoldaten Aljosja har fått sex dagars permission som belöning för att han, mer eller mindre av en slump, lyckats slå ut två tyska stridsvagnar. Han ska försöka hinna ta sig hem, för att hjälpa sin mamma att laga taket. Han färdas på landsbygden och blir vittne till krigets ödeläggelse. Han möter en mängd personer. Då han reser med ett godståg blir han förälskad i Sjura. Filmen kretsar kring temat kärlek - den romantiska kärleken hos ett ungt par, den trygga kärleken hos ett gift par, och en moders kärlek till sitt barn.
Filmen sägs vara den första ryska filmen efter andra världskriget som blev omtyckt även i själva USA. Filmen producerades av Mosfilm och vann flera priser, bland annat en BAFTA Award för Bästa Utländska Film (1962).